# Olavi J. Mattila
Pour les articles homonymes, voir Mattila.
Olavi Johannes Mattila (né le 24 octobre 1918 à Hyvinkää et mort le 4 août 2013 à Hyvinkää) est un homme politique finlandais,. 

## Carrière politique
Olavi Mattila est Vice-Premier ministre du gouvernement Liinamaa (13.6.1975 - 30.11.1975), ministre des Affaires étrangères des gouvernements Liinamaa (13.6.1975 - 30.11.1975) et Aura II (29.10.1971 - 23.2.1972).
Il est vice-ministre des Affaires étrangères
des gouvernements Karjalainen II (16.9.1970 - 29.10.1971), Lehto (18.12.1963 - 12.9.1964) et Karjalainen I (1.11.1963 - 18.12.1963).	
Olavi Mattila est vice-ministre du Commerce et de l'Industrie du gouvernement Karjalainen II (16.9.1970 - 29.10.1971) et ministre du Commerce et de l'Industrie des gouvernements Aura I (14.5.1970 - 15.7.1970) et Lehto (18.12.1963 - 12.9.1964).	
Il est aussi ministre au cabinet du Premier ministre
des gouvernements Karjalainen II (16.9.1970 - 29.10.1971)	et Karjalainen I (1.11.1963 - 18.12.1963).